# Кадомский, Дмитрий Петрович
Дмитрий Петрович Кадомский (21 октября [2 ноября] 1868, Кадом, Тамбовская губерния — 1935) — русский и советский военачальник, генерал-майор, участник русско-японской, 1-й мировой и гражданской войн.

## Биография
Родился 21 октября (2 ноября) 1868 года в Кадоме. Первоначальное образование получил в 4-м Московском кадетском корпусе. В службу вступил 30 августа 1886 года. В 1888 году был выпущен из 3-го военного Александровского училища подпоручиком (ст. 07.08.1887) с зачислением по армейской пехоте и прикомандированием к лейб-гвардии Волынскому полку; поручик (ст. 09.08.1892). В 1894 году по 1-му разряду окончил Николаевскую академию Генерального штаба; штабс-капитан гвардии с переименованием в капитаны Генерального штаба (18.05.1894).
Состоял при Казанском военном округе: обер-офицер для поручений при штабе округа (02.01.1895 — 06.12.1899); подполковник (ст. 06.12.1899); штаб-офицер для особых поручений при командующем войсками округа (06.12.1899 — 24.07.1902); штаб-офицер для поручений при штабе округа (24.07.1902 — 29.03.1903).
С 29 марта по 4 августа 1903 года был штаб-офицером при управлении 49-й пехотной резервной бригады, затем — начальник штаба 17-й пехотной дивизии (04.08.1903 — 30.07.1906) и начальник штаба 44-й пехотной дивизии (30.07.1906 — 17.07.1907); полковник (пр. 1903; ст. 06.12.1903; за отличие).
Командир 167-го пехотного Острожского полка (17.07.1907 — 08.10.1913); генерал-майор (пр. 1913; ст. 14.04.1913; за отличие). Командир 1-й бригады 5-й пехотной дивизии (08.10.-05.12.1913).
С 5 декабря 1913 года был директором канцелярии Финляндского генерал-губернатора. Затем командовал бригадой 3-й гренадерской дивизии (5 мес.).
Во время Первой мировой войны, с 1 апреля 1915 года был начальником 76-й бригады гос. ополчения; в 1916 году — начальник штаба 126-й пехотной дивизии, а затем — начальник штаба 15-го армейского корпуса (17.12.1916 — 07.07.1917). До 10 октября 1917 года командовал 6-й пехотной дивизией, затем состоял в резерве чинов Киевского военного округа.
Добровольно вступил в РККА в 1918 году; в течение полугода был начальником демобилизационного управления Киевского военного округа, затем инспектором Главупр Всевобуча, начальником штаба Тульского укрепрайона, начальником штаба 2-й армии (до 23.01.1920). Включен в дополнительный список Генштаба РККА от 01.09.1919, составленный Наркомвоеном Украины и в список Генштаба РККА от 07.08.1920. С 13 марта 1920 года занимал должность начальник штаба Приволжского военного округа (на 01.03.1923 был ещё в этой должности).
Умер в 1935 году. Похоронен на Смоленском лютеранском кладбище в Ленинграде.

## Награды
- орден Св. Станислава 3-й ст. (1896);
- орден Св. Анны 3-й ст. (1900);
- орден Св. Станислава 2-й ст. (1907);
- орден Св. Владимира 4-й ст. (1909; 28.02.1910);
- орден Св. Владимира 3-й ст. (1912; 21.03.1913).